# Redcore Linux
Redcore Linux este un sistem de operare Linux românesc bazat pe Gentoo, inițiat și dezvoltat de către Ghiunhan Mamut. Distribuția este o continuare a proiectului Kogaion Linux. Redcore a fost disponibil cu arhitectura pe 64 biți în trei medii desktop, Xfce, MATE și LXQt.  În prezent distribuția are ca mediu implicit doar  LXQt dar se poate instala și KDE Plasma. 

## Istoric
Prima versiune „Redcore Desktop 1”, a fost lansată pe data de 10 decembrie 2016 și a fost dezvoltată având la bază Gentoo.
În ianuarie 2017 a fost lansată prima versiune Redcore Desktop 1701, iar în August 2017 s-a renunțat la denumirea „Redcore Desktop” în favoarea „Redcore Linux”. Ultima versiune este Redcore Linux 1806, apărută la 01 iulie 2018.

## Versiuni
Prima versiune ISO a fost lansată pe 10 decembrie 2016 și a purtat numărul 1, dar de atunci denumirile au primit numele în funcție de anul și luna lansării imaginii ISO.
- Redcore Desktop 1 Andromeda: decembrie 2016
- Redcore Desktop 1701 Betelgeuse: ianuarie 2017
- Redcore Desktop 1702 Canis Major: februarie 2017
- Redcore Desktop 1703 Delta Draconis: martie 2017
- Redcore Desktop 1704 Epsilon Eridani: aprilie 2017
- Redcore Desktop 1706 Fomalhaut: iunie 2017
- Redcore Linux 1708 Gamma Crucis: august 2017
- Redcore Linux 1710 Helvetios: noiembrie 2017
- Redcore Linux 1801: Intercrus, ianuarie 2018
- Redcore Linux 1806: Kepler, iulie 2018

## Software inclus

### Accesorii
- Ark - aplicație pentru fișierele arhivate
- FeatherPad -  editor de text
- KCalc - calculator
- PCManFM - manager de fișiere
- qpdfview - vizualizator pentru documente PDF

### Office
LibreOffice - pachet office cu suport pentru formatele ODF și MSOffice

### Grafica
GIMP - program pentru editarea de imagini
Inkscape - program pentru editare grafică vectorială
Blender - este un set de instrumente profesionale grafice, gratuite și open source cu aplicații 3D pentru crearea de filme animate, efecte vizuale, artă, modele imprimate 3D, aplicații 3D interactive și jocuri video

### Internet
- FileZilla - FTP, FTPS și SFTP
- qBittorrent - aplicație pentru torrent
- Falkon - navigator web
- WMail - client pentru Gmail

### Multimedia
- mpv Media Player - player video și audio
- TV-maxe - streaming TV
- VLC - media player [4]

### Unelte de sistem
- QTerminal - aplicație pentru linia de comandă
- K3b - program de inscripționat medii CD și DVD
- Sisyphus GUI Arhivat în 10 septembrie 2018, la Wayback Machine. - manager pentru depozitul de pachete